# 普拉普维尔
普拉普维尔（法語：Plappeville，法語發音：[plapvil]）是法国摩泽尔省的一个市镇，属于梅斯区。

## 地理
普拉普维尔（49°7'50"N, 6°7'22"E）面积2.54 平方千米，位于法国大東部大區摩泽尔省，该省份为法国东北部内陆省份，是洛林的一部分，西南接默尔特-摩泽尔省，东临下莱茵省，北与卢森堡和德国接壤。
与普拉普维尔接壤的市镇（或旧市镇、城区）包括：洛里莱梅斯、锡-沙泽勒、勒邦圣马丹、莱西、梅斯。
普拉普维尔的时区为UTC+01:00、UTC+02:00（夏令时）。

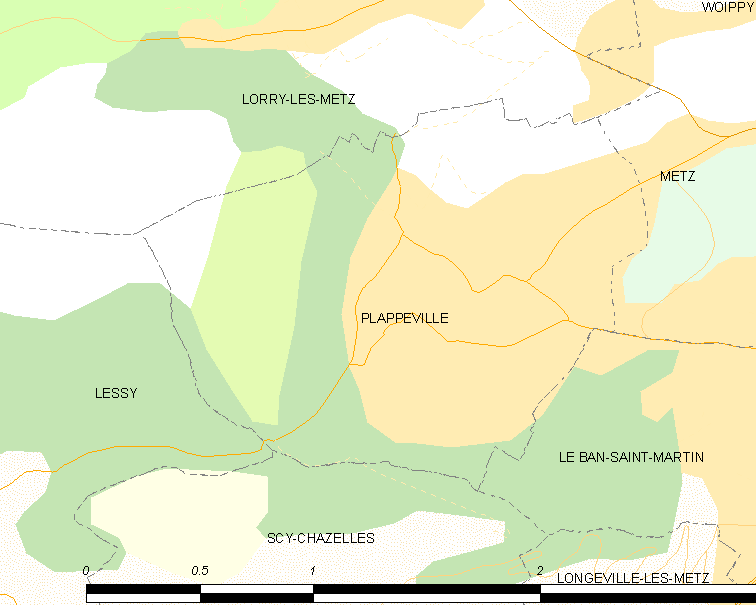
普拉普维尔的OSM定位图

## 行政
普拉普维尔的邮政编码为57050，INSEE市镇编码为57545。

## 政治
普拉普维尔所属的省级选区为蒙蒂尼莱梅斯县。

## 人口

1962-2008年间普拉普维尔人口变化图示

普拉普维尔于2022年1月1日时的人口数量为2025人。